# Francesco Scali
Francesco Scali (Roma, 9 maggio 1958) è un attore e comico italiano.

## Biografia
Di origini pugliesi e calabresi. Francesco Scali ha iniziato come caratterista, grazie alla fisicità singolare e ad una naturale propensione all'espressività.
Ha fatto il comico per i piccoli teatri alternativi del circuito romano finché non è stato notato da Federico Fellini, che gli affidò una piccola parte in E la nave va (1984). Da allora Scali ha iniziato a lavorare in pellicole come Dagobert di Dino Risi (1984), Il nome della rosa di Jean-Jacques Annaud (1986) e Momo di Johannes Schaaf (1986).
Sempre in quel periodo fece il suo debutto televisivo: nel 1985, infatti, Renzo Arbore lo volle nella trasmissione Quelli della notte, nel ruolo di un facchino.
In televisione, ha fatto parte del cast (dal 1988 al 1990) della trasmissione Europa Europa, condotta da Elisabetta Gardini. 
Dal 2000 è interprete fisso di tutte le stagioni della serie di Rai 1 Don Matteo, nel ruolo del sacrestano Pippo. 
Insieme a Nino Frassica (dei cui lazzi e nonsense è vittima, in qualità di spalla), era già apparso nel film Il Bi e il Ba del 1985, e ha poi continuato in numerosi varietà televisivi, come Colorado Cafè (2003) su Italia 1, Markette (2004) su LA7, e I migliori anni (2011) su Rai 1, condotto da Carlo Conti.
È uno dei protagonisti del video della canzone Due destini dei Tiromancino.
Dal 2011 partecipa al programma radiofonico Meno male che c'è Radiodue, condotto da Nino Frassica e Simone Cristicchi. Insieme al comico siciliano sarà ospite fisso, a Radio 2, del Programmone (2015), e di Stracult (2014) su Rai 2.
Nel 2016 interpreta, come nella serie originale, il sacrestano Pippo a fianco di Simone Montedoro e Nino Frassica nello spin-off educativo di Don Matteo 10, Complimenti per la connessione. Nel 2019 è la spalla comica di Nino Frassica nello show Aspettando Adrian su Canale 5, con Adriano Celentano.

## Filmografia

### Cinema
- Ti spacco il muso bimba, regia di Mario Carbone (1982)
- E la nave va, regia di Federico Fellini (1983)
- Dagobert, regia di Dino Risi (1984)
- Magic Moments, regia di Luciano Odorisio (1984)
- È arrivato mio fratello, regia di Castellano e Pipolo (1985)
- Colpo di fulmine, regia di Marco Risi (1985)
- Il Bi e il Ba, regia di Maurizio Nichetti (1985)
- Il burbero, regia di Castellano e Pipolo (1986)
- Italian Fast Food, regia di Lodovico Gasparini (1986)
- Momo, regia di Johannes Schaaf (1986)
- Il nome della rosa, regia di Jean-Jacques Annaud (1986)
- La monaca di Monza, regia di Luciano Odorisio (1987)
- Strana la vita, regia di Giuseppe Bertolucci (1987)
- Animali metropolitani, regia di Steno (1987)
- La cintura, regia di Giuliana Gamba (1989)
- Ne parliamo lunedì, regia di Luciano Odorisio (1990)
- Marcellino pane e vino, regia di Luigi Comencini (1991)
- Non chiamarmi Omar, regia di Sergio Staino (1992)
- Anni 90 - Parte II, regia di Enrico Oldoini (1993)
- Torta di mele, regia di Anna Carlucci (1994)
- Colpo di luna, regia di Alberto Simone (1995)
- Gratta e vinci, regia di Ferruccio Castronuovo (1996)
- Prima la musica, poi le parole, regia di Fulvio Wetzl (1999)
- La vita è una sola, regia di Eugenio Cappuccio (1999)
- Zora la vampira, regia di Manetti Bros. (2000)
- Con la voce del cuore, regia di Giancarlo Santi (2000)

### Televisione
- Un medico in famiglia – serie TV, 2 episodi (1998)
- Distretto di Polizia – serie TV, episodio 2x15 (2001)
- Don Matteo – serie TV (2000 - in corso)
- Ho sposato uno sbirro – serie TV, 1 episodio (2010)
- Cugino & cugino – serie TV, 12 episodi (2011)
- Complimenti per la connessione – serie TV, 40 episodi (2016-2017)